# Tevfik Bıyıklıoğlu
Tevfik Bıyıklıoğlu (1891 - 24 de novembro de 1961) foi um político turco que foi membro fundador da Associação Histórica Turca, da qual serviu como o seu primeiro presidente.